# Râul Măgheruș, Șieu
Râul Măgheruș este un curs de apă, afluent al râului Șieu. 

## Hărți
- Harta județului Bistrița